# 엘림 (프로게이머)
엘림(본명: 최엘림, 2000년 5월 25일 ~ )은 대한민국의 리그 오브 레전드 프로게이머로 아이디는 Ellim이다. 포지션은 정글이다.

## 선수 생활
2020시즌을 앞두고 T1의 로스터에 합류하면서 프로 커리어를 시작했다. 스프링 시즌 커즈의 서브 선수로 활동하면서 간간이 출전했다. 2020 스프링 시즌 팀이 우승을 차지하면서 로열로더에 오르게 되었다. 미드 시즌 컵에 서브 선수로 참가했지만 출전하지 못했다. 2020 서머 시즌에서도 서브 선수로 간간이 출전했다. 롤드컵 2020 선발전에서는 주전으로 출전했으며 팀은 탈락했지만 좋은 모습을 보여주었다.
2021 스프링 시즌 초중반 팀의 주전 정글러로 출전했지만 후반부에는 커즈에게 주전을 내주었다. 서머 시즌에서는 오너가 주전으로 도약함에 따라 더더욱 출전하지 못했다. 서머 7주차를 앞두고 2군으로 샌드다운되었다.
2022 시즌을 앞두고 광동 프릭스로 이적하였다. 입단 이후 팀의 주전 정글러로 낙점받았다. 스프링 시즌 초반에는 부진한 경기력을 펼쳤지만 시즌이 지날수록 폼을 회복하면서 점차 나아지는 모습을 보였다. 하지만 서머 시즌에는 다시금 좋지 않은 모습을 보이며 부진했다. 2022시즌 종료 후 팀에서 퇴단했다.

## 소속팀
| # | 팀명        | 소속 기간               | 소속 리그 | 비고 |
| - | ----------- | ----------------------- | --------- | ---- |
| 1 | T1          | 2019.11.26 ~ 2021.11.20 | LCK       |      |
| 2 | 광동 프릭스 | 2021.11.20 ~2022.11.22  | LCK       |      |

## 수상 내역
- KeG Championship 2018 우승 (KeG 서울)
- IeSF 10th Esports World Championship 우승 (대한민국)
- 우리은행 리그 오브 레전드 챔피언스 코리아 스프링 2020 우승 (T1)